# Eimutis Žvybas
Eimutis Žvybas (* 1957 in der Rajongemeinde Panevėžys) ist litauischer Manager und Unternehmer.

## Karriere
Eimutis Žvybas leitete seit Juli 1990 als Generaldirektor und später als Vorstandsvorsitzende das ehemalige Unternehmen „Ekranas“ (in Panevėžys). 2006 war Ekranas insolvent. Während der drohenden Insolvenzverfahrenseröffnung versuchte Eimutis Žvybas etwa 10 Mio. LTL (rund 3 Mio. Euro) über die Aktionärsversammlung in das Unternehmen eines Ekranas-Aktionärs zu verschieben, aber die Transaktion wurde durch kreditgebende Banken des Unternehmens verhindert.

## Andere Tätigkeiten
1999 wurde er zum Präsidenten der Handels-, Industrie- und Handwerkskammer (PPAR) Panevėžys, 2002 zum Präsidenten des Litauischen Verbands der Handels-, Industrie- und Handwerkskammer (PPAR) gewählt.
2003–2007 leitete Eimutis Žvybas als Präsident die IHHK Panevėžys wieder.
Žvybas war Vorsitzende des Institutsrats der Universität KTU Panevėžys. Er ist Gründer und Inhaber einer Stiftung Eimučio Žvybo fondas, die die kulturellen Tätigkeiten in Panevėžys unterstützt.
Eimutis Žvybas trat bei den Seimas-Wahlen 1996 als Mitglied der litauischen Partei Lietuvos ūkio partija an.
Žvybas ist verheiratet und hat mit seiner Frau Aldona zwei Söhne.

## Auszeichnungen
- Mitglieder der Wirtschaftsgalerie, Verslo šlovės galerijos laureatas, 2001.